# 右昌
右昌，早期亦寫為右衝、右沖，是台灣高雄市楠梓區境內一個聚落。

## 歷史
「右昌」一名按一般說法是源自鄭氏勢力的「右衝鎮」部隊，右昌即是該鎮所設屯開墾之地，其地名也是從軍隊建置名稱「右衝鋒鎮」而來，右昌地理位置位於古代萬丹港（今左營軍港）之北，故當地在清朝是以魚塭著名。日治時期1920年（大正9年）10月1日，在此設大字時名為「右沖」，下有「右沖」、「苦瓜寮」小字，隸屬於高雄州高雄郡左營庄（新制街庄）。1924年（大正13年）12月25日，高雄郡廢郡，左營庄改隸屬於岡山郡。1940年（昭和15年）10月1日，左營庄廢庄，本地區改隸屬於州轄高雄市。
在1933年統計中，「右沖」一區有人口2214人。
1945年中華民國接管台灣初期，將日治時期「右沖」、「援中港」、「下塩田」等大字併為右沖區，1946年右沖區又與楠梓區、後勁區整併為楠梓區，從此右沖之名稱不再出現於行政區劃。

## 地理位置
右昌位在楠梓區西部、後勁溪南岸；周圍有後勁、左營、援中港等聚落。

## 風俗民情
赫赫有名的「右昌楊家」以經營魚塭事業致富，在清末出了五個秀才，成為右昌地區最著名的家族，從當時修建的大厝，可看出其氣派，大厝現為市定古蹟，也是右昌的著名景點。

## 文化資產
- 右昌楊家古厝（市定古蹟）

## 教會
- 右昌長老教會
- 右昌長老教會敬拜中心
- 右昌長老教會清豐敬拜中心
- 莒光長老教會
- 中泰長老教會
- 基督教宣道會右昌堂
- 莒光循理會

## 廟宇（右昌四古大廟）
- 右昌元帥府
- 右昌三山國王府
- 右昌一甲福德廟
- 右昌三甲福德祠